# Andrea Argoli
Andrea Argoli (Tagliacozzo, 1570 – Padova, 27 settembre 1657) è stato un matematico, astronomo, astrologo e medico italiano.

## Biografia

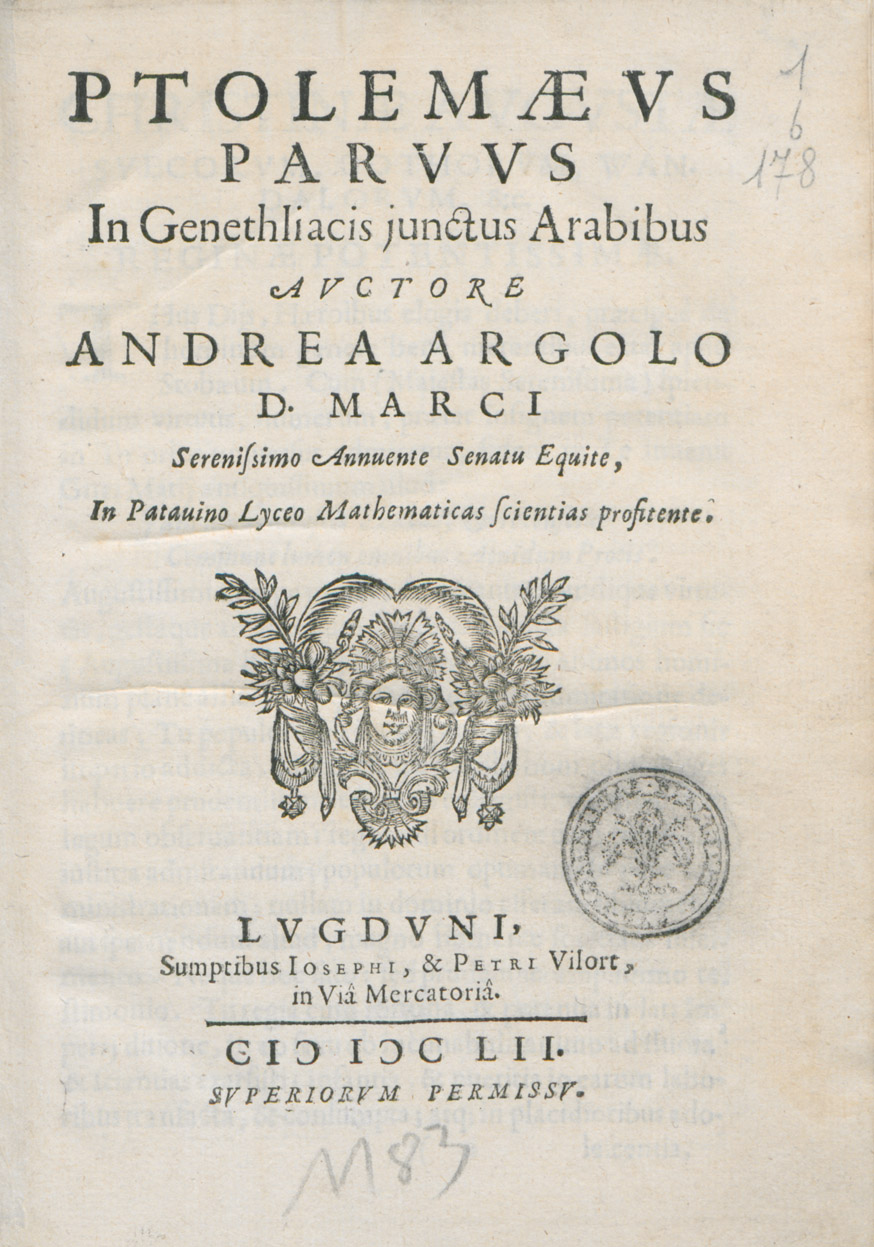
Frontespizio del Ptolemaeus parvus, 1652.

Nato nel 1570 a Tagliacozzo, in Abruzzo, studiò medicina, matematica ed astronomia all'Università di Napoli. Nel 1621 si trasferì a Roma e suo mecenate fu il cardinale Lelio Biscia. Nel 1622 ottenne la cattedra di matematica all'Università di Roma la Sapienza che ricoprì fino al 1627. 
A causa dei suoi interessi e studi astrologici fu privato della cattedra, che fu assegnata al benedettino Benedetto Castelli. Rimase per un certo tempo a Roma come addetto alla biblioteca del cardinal Biscia. Nel 1632 ottenne la cattedra di matematica all'Università di Padova. Diversamente dai predecessori Glorioso e Sovero, Argoli fu estraneo ai progressi contemporanei in matematica pura e meccanica. La sua fu un'astronomia obsoleta, sia scientificamente (non contribuì alla nuova direzione avviata da Keplero, e fu più un calcolatore e efemeridista che un teorico o astronomo osservativo) che epistemologicamente ( mantenne l'idea rinascimentale dell'astronomia quale strumento per l'astrologia, e credette al fondamento scientifico e all'uso medico di quest'ultima).
Il suo contributo scientifico più importante sono le tavole astronomiche elaborate sulla base delle osservazioni di Tycho Brahe. Argoli mise a punto un modello geocentrico dell'universo esposto negli Astronomicorum tibri tres (Roma, Facciotti, 1629). Nel 1638, tramite Fulgenzio Micanzio, si rese disponibile a difendere i Dialoghi di Galileo dagli attacchi di Scipione Chiaramonti. In campo medico contribuì alla diffusione della dottrina di Harvey sulla circolazione del sangue (che espose succintamente nel capitolo 41 del Pandosium sphaericum (Padova, Frambotto, 1644).
Il Senato Veneto fu tanto soddisfatto del suo insegnamento da conferirgli l'onorificenza dello "Stemma di San Marco".
Nel 1648, ancora vivente fu scolpita in suo onore una lapide nella Cappella del Tesoro della Basilica di Sant'Antonio di Padova che dice:"... Andreas Argolus S. C. Eques Divi Marci, et in Patavino ginnasio publ. mattheseos prof. pro familia sua inter Marsos jamdudum clarissitna, non magis quam pro republica astronomica.... pene laboribus per functus, animum aeternae quieti advertens V. S. L. M. anno aetatis 77 red. Mundi MDCL VIII...".
La sua casa natale si trova in piazza dell'Obelisco al centro di Tagliacozzo, comune marsicano che gli ha intitolato il locale istituto onnicomprensivo e una piazza. Suo figlio Giovanni (1609-1660) è stato un letterato ed erudito.

## Opere
- Novae caelestium motuum ephemerides ab anno 1620 ad annum 1640, Roma, 1629
- De diebus criticis et Aegrorum Decubitu, Padova, 1639
- Pandosion sphaericum, 1644
  - (LA) Pandosion sphaericum, Padova, Paolo Frambotto, 1653.
- (LA) Exactissimae caelestium motuum ephemerides ad longitudinem almae urbis et Tychonis Brahe hypotheses, ac deductas e caelo accurate observationes ab anno 1641 ad annum 1700, Padova, Paolo Frambotto, 1648.
- (LA) Ptolemaeus parvus, Lyon, Joseph Vilort & Pierre Vilort, 1652.
- Problemata astronomica, 1652
- Primi mobiliis tabulae ec.
- (LA) Brevis dissertatio de cometa, Padova, Paolo Frambotto, 1653.
- Ephemerides ab anno 1630 ad annum 1680, Venezia, 1683